# Jan Vanriet
Jan Vanriet, né à Anvers le 21 février 1948 , est un peintre et poète belge.

## Biographie
Il étudie la peinture à l'Académie royale des beaux-arts d'Anvers.

## Œuvres
- Plafond du premier hall du théâtre Bourla d'Anvers[2]
- Station de métro de Brouckere, De stad beweegt in de palm van mijn hand, décoration murale de 210 m de long[3]
- Siège de la Kredietbank (KBC), Bruxelles, Le Domaine enchanté, peinture murale intégrée de 110 m de long

## Publications
- Vast Tapijt, poèmes, Amsterdam, Pays-Bas, Paris-Manteau, 1973, 63 p.  (ISBN 90-223-0382-9)
- Staat van beleg, poèmes, Bruxelles, Belgique, Elsevier Manteau, 1979, 37 p.  (ISBN 90-223-0747-6)
- Geen hond die brood lust, poèmes, Anvers, Belgique, Uitgerij Manteau, 1984, 32 p.  (ISBN 90-223-0935-5)
- Café Aurora, poèmes, Breda, Pays-Bas, Uitgeverij De Geus, 2000, 103 p.  (ISBN 90-5226-846-0)
- De reiziger is blind, poèmes, Breda, Pays-Bas, Uitgeverij De Geus, 2001, 72 p.  (ISBN 978-90-445-0039-4)
- Behoud de begeerte: schrijvers over liefde, begeerte & aanverwante aangename ongemakken, avec Paul Demets, Tielt, Belgique, Éditions Lannoo, 2004, 179 p.  (ISBN 90-209-5656-6)
- De Testamenten: verhalen uit de Bijbel, peintures, avec Luc Devisscher et Marc Ruyters, Leuven, Belgique, Davidsfonds, 2005, 167 p.  (ISBN 90-809839-1-8)
- Jan Vanriet testamenta, Ter Apel, Pays-Bas, Klooster ter Apel, Klooster cahier #17, 2006, 24 p.
- Stormlicht', poèmes, Gand, Uitgeverij Wagner & van Santen, 2008, 78 p.  (ISBN 978-90-76569-75-8)
- Leegstand, poèmes, Anvers, Belgique, De Bezige Bij Antwerpen, 2012, 64 p.  (ISBN 978-90-8542-416-1)
- Partie de campagne, avec Marc Didden, Gand, Belgique, Ludion Uitgeverij, 2012, 104 p.  (ISBN 978-94-6130-064-5)
- Gezichtsverlies - Losing face, Gand, Belgique, Ludion Uitgeverij, 2013, 240 p.  (ISBN 978-94-6130-122-2)
- Closing Time, Gand, Belgique, Ludion Uitgeverij, 2013, 192 p.  (ISBN 978-90-5544-960-6)

## Expositions
- 1979 : Biennale de São Paulo
- 1984 : Biennale de Venise
- 2005 : Testamenta, Musée royal des beaux-arts d'Anvers
- 2008 : De Zwarte Panter, Hoogstraat, 70-72, Anvers[4]
- 2010 : "Closing Time", Musée royal des beaux-arts d'Anvers[5]
- 2013-2014 : Musée de l’Holocauste et des Droits de l’homme, Caserne Dossin, Malines [6]
- 2014 : Jan Vanriet, werk op papier [7]

## Dans les collections
- Musée d'art de San Diego[8]
- Musée d'art contemporain de San Diego

## Sur l’artiste

### Monographies
- Edward Lucie-Smith, Jan Vanriet, Amsterdam, Pays-Bas, Uitgeverij van Gennep , 1982, 110 pp.  (ISBN 90-6012-543-6)
- Marc Ruyters, Jan Vanriet, parcours 1966-2008, Gand, Belgique, Snoeck Ducaju & Zoon , 2008, 240 pp., 350 ill.  (ISBN 978-90-5349-675-6)
- Freddy de Vree, Jan Vanriet - Schilderijen 1984-1996, Tielt, 1996, 290 pp.

### Documentaires
- Freddy Coppens, Jan Vanriet, Kriteria Films, 1984
- Karel Schoeters, Ziggurat, BRTN – TV, 1993